# Thames Maru
SS „Thames Maru” – japoński statek towarowy oddany do służby w 1920 roku
W okresie międzywojennym pływał pod flagą linii żeglugowych K Line. W 1941 roku, na krótko przed wybuchem wojny na Pacyfiku, został zarekwirowany przez Cesarską Armię Japońską. W czasie działań wojennych był wykorzystywany do przewozu żołnierzy i materiałów wojennych. Późną wiosną 1943 roku przetransportował z Singapuru na archipelag Palau ponad 2 tys. indyjskich jeńców i azjatyckich robotników przymusowych, przy czym około dwustu zmarło w czasie rejsu. 25 lipca 1943 roku został zatopiony w pobliżu atolu Turk przez amerykański okręt podwodny USS „Pompon”.
„Thames Maru” jest zaliczany do grona tzw. piekielnych statków.

## Dane techniczne
„Thames  Maru” był statkiem towarowym o długości 117,34 metrów, szerokości 15,54 metrów i zanurzeniu 10,97 metrów. Jego pojemność wynosiła 5871 BRT.
Napęd zapewniała maszyna parowa potrójnego rozprężania o mocy 440 NHP.

## Historia

### Przebieg służby
Budowę statku rozpoczęto 3 kwietnia 1920 roku w stoczni Kawasaki Dockyard Company w Kobe. Wodowanie miało miejsce 2 czerwca tegoż roku, wtedy też jednostce nadano nazwę „Thames Maru” . Do służby weszła w sierpniu tegoż roku.
W latach 1920–1941 statek pływał pod flagą linii żeglugowych Kawasaki Kisen Kabushiki Kaisha (K Line). Rejsy odbywał na trasach wiodących z Wysp Japońskich przez porty europejskie do Ameryki Północnej. Pływał także do portów na zachodnim wybrzeżu Kanady .
Pod koniec września 1941 roku, na krótko przed wybuchem wojny na Pacyfiku, został zarekwirowany przez Cesarską Armię Japońską i przystosowany do przewozu wojska. W grudniu tegoż roku wziął udział w japońskiej inwazji na Malaje .
Pod koniec kwietnia 1942 roku został zwrócony macierzystym liniom. 17 maja tegoż roku został uszkodzony w pobliżu Shimonoseki przez amerykański okręt podwodny USS „Silversides”. Kapitan zdołał wyrzucić uszkodzoną jednostkę na brzeg, dzięki czemu uniknęła zatopienia. Przez nieustalony okres statek przechodził remont .
W marcu 1943 roku „Thames Maru” został ponownie zarekwirowany przez Cesarską Armię. Jeszcze w tym samym miesiącu udał się w rejs z Mako do Cap St. Jacques w ramach konwoju nr 376 .

### „Piekielny statek”

#### Przebieg rejsu
5 maja 1943 roku „Thames Maru” wypłynął z Singapuru. W swych ładowniach przewoził około 2 tys. pasażerów. Było wśród nich 522 jeńców wojennych – żołnierzy British Indian Army, którzy odmówili wstąpienia w szeregi kolaboracyjnej Indyjskiej Armii Narodowej. Na statku znalazło się ponadto około 1,5 tys. robotników przymusowych (Rōmusha): Chińczyków, Malajów, Indonezyjczyków.
7 maja statek zatrzymał się na postój w porcie Tanjung Priok w Batawii. Drugi postój również miał miejsce na Jawie – w porcie w Surabai . Na statek zaokrętowano wtedy kontyngent japońskich żołnierzy.
Warunki, w których transportowano jeńców i robotników, były bardzo ciężkie. Ładownie, w których ich umieszczono, były tak zatłoczone, że z trudem znajdowali miejsce by usiąść. Racje wody i żywności były niewystarczające. Ta ostatnia zazwyczaj była przy tym zepsuta i zarobaczona. Do dyspozycji blisko 2 tys. osób, pozostawały zaledwie dwie latryny. Na skutek złych warunków sanitarnych w ładowniach wybuchła epidemia dyzenterii. Japończycy nie wydali jednak jeńcom i robotnikom żadnych lekarstw.
30 maja „Thames Maru” dopłynął do archipelagu Palau. 8 czerwca zakotwiczył przy brzegu wyspy Babeldaob, gdzie jeńców i robotników wyokrętowano, a następnie skierowano do pracy przy budowie lotniska wojskowego. Podczas trwającego 34 dni rejsu zmarło około 200 jeńców i Rōmusha.

#### Epilog

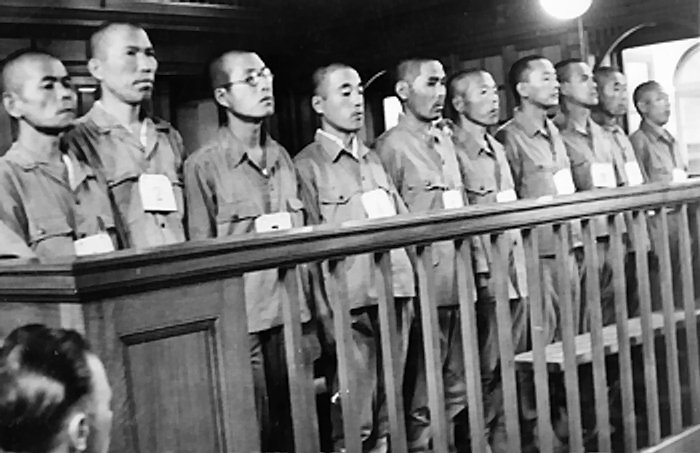
Kapitan Sadaichi Gozawa (pierwszy w lewej) i inni japońscy oskarżeni podczas procesu przed brytyjskim trybunałem wojskowym w Singapurze

„Thames Maru” jest zaliczany do grona japońskich „piekielnych statków” (ang. Hellships).
W styczniu 1946 roku przed brytyjskim trybunałem wojskowym w Singapurze stanęło dziesięciu japońskich oficerów i żołnierzy. Postawione im zarzuty dotyczyły przede wszystkim złego traktowania i mordowania indyjskich żołnierzy w obozie jenieckim na Babeldaob. Niemniej w trakcie procesu poruszono także kwestię złych warunków, które panowały na „Thames Maru”. Kapitan Sadaichi Gozawa, dowódca oddziału sprawującego pieczę nad jeńcami, przyznał, że warunki panujące na statku były złe, twierdził jednak, że nie miał na nie żadnego wpływu. Ostatecznie wyrokiem z 1 lutego 1946 roku został skazany na karę 12 lat więzienia. Jeden z jego podwładnych, por. Kaniyuki Nakamura, został skazany na karę śmierci przez powieszenie (wyrok wykonano). Sześciu pozostałych oskarżonych skazano na kary pozbawienia wolności w wymiarze od 2 do 7 lat, a dwóch uniewinniono.

### Zatopienie
22 lipca 1943 roku „Thames Maru” wypłynął z Rabaulu w ramach konwoju nr 2323, który zmierzał na atol Wake. Późnym popołudniem 25 lipca konwój został zaatakowany przez amerykański okręt podwodny USS „Pompon” w pobliżu atolu Turk w archipelagu Karolinów. „Thames Maru” został trafiony dwiema torpedami na wysokości śródokręcia i stanął w płomieniach. Trafienie trzecią torpedą spowodowało, że przełamał się na pół. Zatonął o godzinie 18:11 na pozycji 02°46′N 148°35′E/2,766667 148,583333. Zginęło sześciu członków załogi .